# 레프 카실

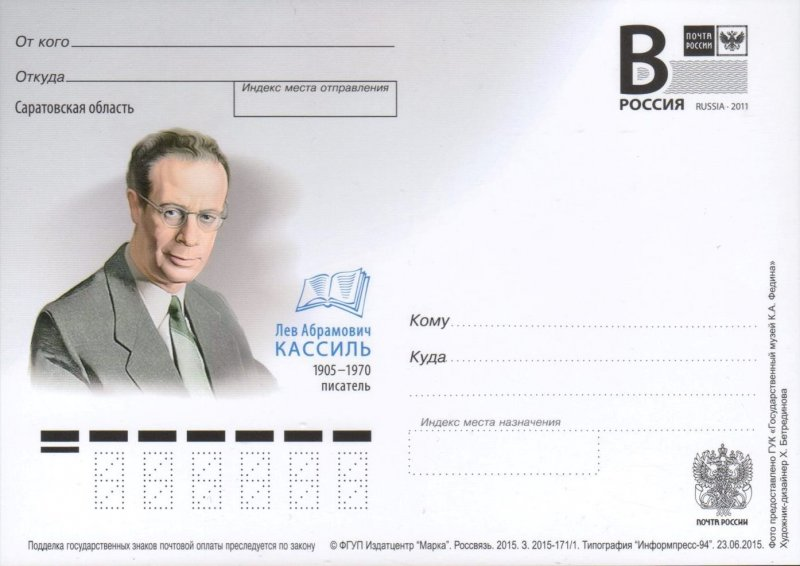

레프 아브라모비치 카실(러시아어: Лев Абрамович Кассиль, 1905년 - 1970년)는 러시아의 작가이자 동화작가이다. 옌겔스에서 태어났다.